# Sergej Grigorjants

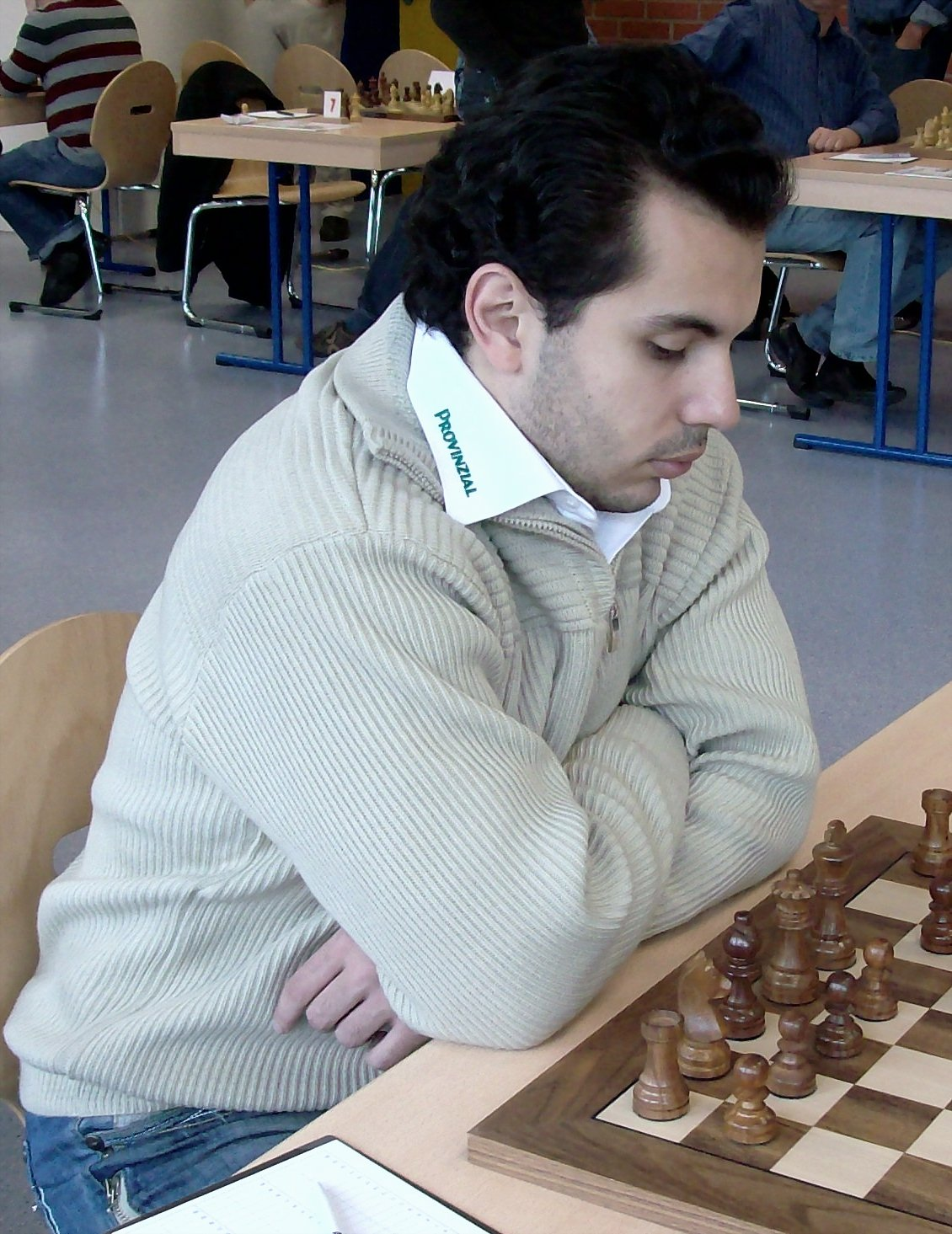
Sergej Grigorjants in 2008

Sergej Michajlovitsj Grigorjants (Russisch: Сергей Михайлович Григорьянц) (Tasjkent, 2 november 1983) is een Russische schaker met een FIDE-rating van 2580 in 2016. Hij is een grootmeester.
Grigorjants is van Armenische afkomst en woont in Moskou. In 1999 werd hij Internationaal Meester (IM) en sinds 2003 is hij  grootmeester (GM).  De 'normen' voor de GM-titel behaalde hij op de volgende toernooien: internationaal schaaktoernooi in Moskou (oktober 2002),  het   Tschigorin-Memorial in Sint-Petersburg (november 2002) en het toernooi ter gelegenheid van het 850-jarig bestaan van de Servische stad Pančevo (juni 2003).
In 1997 won hij in Cannes het wereldkampioenschap voor jeugdspelers tot 14 jaar, in 1999 in Litochoro het WK voor jeugdspelers tot 16 jaar. In juli 2004 werd hij gedeeld eerste bij het 20ste  Cappelle-la-Grande Open, met Jevgeni Najer. In dezelfde maand won hij  in Pardubice het  Skanska Open. Bij het Schaakfestival in Abu Dhabi, in augustus 2005, won hij het blitztoernooi.
In oktober 2005 speelde hij mee in het Karabach toernooi en eindigde daar in groep B met 6.5 uit 9 op een gedeelde eerste plaats. 
In 2006 behaalde hij 7 pt. uit 10, een half punt minder dan de winnaar, op het 22e open toernooi in Cappelle-la-Grande.

## Schaakclubs
Hij speelde voor de Moskouse schaakclub  ShSM. In de Duitse bondsliga speelde hij in 2008/2009 voor SV Mülheim-Nord en in Hongarije sinds 2013/2014 voor  Budapesti Titánok Sportegyesület.